# Jinja2
Jinja2 je moderní šablonovací systém pro jazyk Python vycházející ze syntaxe Django. Mezi hlavní výhody patří přehlednost, rozšířitelnost (pomocí filtrů a pluginů), snadnost použití a vysoká rychlost (srovnatelná se šablonovacím systémem Mako). Umožňuje oddělit kód aplikace od její prezentace. Používá kódování Unicode.

## Příklady použití
Použití Jinja2 je velmi jednoduché. Pro nahrazování v textových řetězcích můžeme knihovnu vyzkoušet přímo v interaktivním interpretu Pythonu:
```
>>>
 
from
 
jinja2
 
import
 
Template

>>>
 
template
 
=
 
Template
(
'Hello {{ name }}!'
)

>>>
 
template
.
render
(
name
=
'John Doe'
)

u
'Hello John Doe!'

```

Pokud jsou šablony uložené v adresáři, je třeba navíc vytvořit objekt prostředí, z něhož se šablony budou používat:
```
>>>
 
environment
 
=
 
jinja2
.
Environment
(
loader
=
jinja2
.
FileSystemLoader
(
"/webova/slozka/templates/"
))

>>>
 
# kompilace sablon do bytecodu zrychluje jejich pouzivani

>>>
 
environment
.
compile_templates
(
"/webova/slozka/templates_c/"
,
 
zip
=
None
,
 
py_compile
=
True
)

>>>
 
t
 
=
 
environment
.
get_template
(
"sablona.html"
)

>>>
 
# vyrenderujeme sablonu s predanyma hodnotama

>>>
 
t
.
render
(
jmeno
=
"Dominik"
,
 
prijmeni
=
"Opavský"
)

```

Podoba souboru sablona.html může být následující:
```
Vaše jméno je {{jmeno}} a příjmení je {{prijmeni}}.

```

### Oddělení šablony od kódu
V praxi bývá obvykle šablona oddělena od kódu, jak ukazuje následující jednoduchý příklad generování HTML kódu:
```
<!DOCTYPE html>

<
html
>

  
<
head
>

    
<
title
>
{{
 
variable
|
escape
 
}}
</
title
>

  
</
head
>

  
<
body
>

  
{%
- 
for
 
item
 
in
 
item_list
 
%}

    
{{
 
item
 
}}{%
 
if
 
not
 
loop
.last
 
%}
,
{%
 
endif
 
%}

  
{%
- 
endfor
 
%}

  
</
body
>

</
html
>

```

Je-li šablona uložena v souboru example.html.jinja, po zpracování následujícím programem:
```
from
 
jinja2
 
import
 
Template

with
 
open
(
'example.html.jinja'
)
 
as
 
f
:

    
tmpl
 
=
 
Template
(
f
.
read
())

print
 
tmpl
.
render
(

    
variable
 
=
 
'Value with <unsafe> data'
,

    
item_list
 
=
 
[
1
,
 
2
,
 
3
,
 
4
,
 
5
,
 
6
]

)

```

Je výsledkem následující HTML kód:
```
<!DOCTYPE html>

<
html
>

  
<
head
>

    
<
title
>
Value with 
&lt;
unsafe
&gt;
 data
</
title
>

  
</
head
>

  
<
body
>

    1,
    2,
    3,
    4,
    5,
    6
  
</
body
>

</
html
>

```